# 群馬工業高等専門学校
群馬工業高等専門学校（ぐんまこうぎょうこうとうせんもんがっこう、英称:National Institute of Technology, Gunma College）は、群馬県前橋市にある日本の国立高等専門学校である。1962年（昭和37年）に設置された。略称は群馬高専。本科5学科、専攻科2専攻を擁する。学校内に高崎市と前橋市の市境が存在する。
2005年（平成17年）5月に専攻科「生産システム工学専攻・環境システム工学専攻」教育プログラムが工学（融合複合・新領域）関連分野で、日本技術者教育認定機構（JABEE）の認定を受けた。

## 学科

### 本科（準学士課程）
- 機械工学科[Mechanical Engineering]（略称「M科」 Mechanicalの“M”）
- 電子メディア工学科[Electronic Media Technology]（略称「 E科」 Electronicの“E”）
- 電子情報工学科[Information and Computer Engineering]（略称「J科」 Jouhouの“J”）
- 物質工学科[Chemistry and Materials Science]（略称「K科」 Kagakuの“K”）
- 環境都市工学科[Civil Engineering]（略称「C科」 Civilの“C”）

定員は各学科とも1学年各40名。年度・学科にもよるが、実際は定員より若干名多く合格させる傾向がある。

### 専攻科（学士課程）
- 生産システム工学専攻（略称「AP」  Advanced Productionの“AP”）

主に本科の機械工学科・電子メディア工学科・電子情報工学科の卒業生が対象。
- 環境工学専攻（略称「AE」  Advanced Environmentalの“AE”）

主に物質工学科および環境都市工学科の卒業生が対象。
各学科のより高度な学習・研究はもちろん、横断的な内容も取扱う。

## 校章・校歌
校章は、上毛三山をモチーフとした図柄に「高専」の字を入れたものである。
校歌は、1963年（昭和38年）12月19日に披露された。佐藤春夫作詞、信時潔作曲。現在は音楽の科目が廃止されたため、校歌を歌える学生は少ない。入学式及び卒業式で流れる。
校歌「群馬工業高等専門学校校歌」
1.
桑園（そうえん）ひらけて わが校舎
ひろ野を囲む 群嶺よ
雲の面帕（おもぎぬ） ぬぎはらひ
見ずや我らが この学び
たくみいみじく 明き人
これぞ 我らが理想なる
2.
技術を旨とし 学徳を
切磋琢磨す わが友よ
若き心は 高らかに
歌へ我らが この前途（ゆくて）
たくみいみじく 清き人
これぞ 我らが理想なる
3.
工業日本の パイオニーヤ
我らが 意気と志
ともに励まし いそしみて
いかで夢とし 終るべき
たくみいみじく 直き人
これぞ 我らが理想なる

## 施設
- 図書館

約8万冊の蔵書を有する。
- 情報基盤センター（旧称：IT教育研究センター）

1970年（昭和45年）度に全国高専の中で初めて設置され、コンピュータが導入されている。
- 地域共同開発センター

地域産業の技術開発推進のための拠点施設。共同研究や受託研究を行うための最新機器が設備されている。
- 第一・第二体育館、武道館、プール、サッカー場、陸上競技場、野球場、ラグビー場、テニスコート

体育の授業や、部活動、愛好会等の活動に使われている。
- 正観寺沼

一般的には西湖と呼ばれる。自然豊かな沼であるが、元は軍用の溜め池である。
- メタセコイヤ並木
- 各科棟

機械・電子メディア・電子情報・物質工学（二棟）・環境都市・専攻
- 群嶺会館

食堂、売店、大会議室
- 学生寮

男子寮：鴻志寮（北、中、南の全三棟）、女子寮：藤寮（東）
- 夕日の広場

赤く舗装されたアスファルトから「赤の広場」と呼ばれている。管理棟と第1講義棟の間に存在し、主に第1学年から第3学年に在籍する学生の自転車が駐輪されている。2019年11月頃に、既に色が落ちてしまっていたアスファルトが再舗装された。また、校舎からの避難経路を塞いでしまう場所に駐輪する自転車が目立っていたため、2024年度より自転車の駐輪が許可されている場所と禁止の場所が明確にわかる形で塗装されている。

## 学生会
学生は、入学と同時に学生会の会員になる（学生準則第19条）。学生会には、さまざまな機関が置かれている。

### 学生総会
全会員によって構成される最高議決機関。

### 評議委員会
学生総会に次ぐ議決機関。

### 学生会執行部
学生総会や評議委員会での決定事項を執行する最高執行機関。
- 総務局
- 書記局
- 会計局
- 渉外局
- 庶務局
- 風紀局

### 各種委員会・特別委員会
学生会執行部の下に置かれる。
- 学級委員会
- 文化委員会
- 体育委員会
- 群嶺委員会
- 新聞委員会
- 環境委員会
- 図書委員会
- 特別委員会

ただし特別委員会は、次の場合に置くことができる。
- 総会又は評議委員会の要求議決がなされたとき
- 会長が必要と認めたとき。ただし、この場合は評議委員会の承認を必要とする。

### 学級・課外活動（部・愛好会等）
- 学級（1・2年次は混合学級。3年次以降は学科ごとの学級となる。）
- 課外活動（部・愛好会等）2024年度時点の一覧を下記の表に記載する。

| 体育系クラブ       | 文化系クラブ             |
| ------------------ | ------------------------ |
| 陸上競技部         | 吹奏楽部                 |
| 硬式野球部         | 文芸部                   |
| サッカー部         | 写真部                   |
| バレーボール部     | 美術部                   |
| バスケットボール部 | 理科部                   |
| ソフトテニス部     | 茶道部                   |
| 卓球部             | SF研究部                 |
| 柔道部             | 電算部                   |
| 剣道部             | 演劇部                   |
| テニス部           | 将棋部                   |
| バドミントン部     | ロボット研究会           |
| 水泳部             | コンクリートカヌー愛好会 |
| 自転車愛好会       | エコノパワー愛好会       |
| ダンス愛好会       | 構造デザイン研究会       |
| ラグビー愛好会     | 3Dデザイン研究会         |
|                    | クイズ研究会             |
|                    | 無線通信愛好会           |

### 選挙管理委員会
評議委員会の議決により設置される。会長・副会長を選出する選挙を運営する。

## 工華祭
隔年で開かれる学園祭「工華祭」がある。2日にわたって行われ、2日目の夜には花火が打ち上げられるのが伝統であったが、予算の関係で近年は実施されていない。一般的な文化祭と同じく学生による食べ物などの出店（でみせ）やお化け屋敷等のレジャーに近い出し物など文化祭らしい一面もあるが、ロボコンの展示、学生自身（の物）のバイク展示なども行われたこともあり、高専らしさ溢れる学園祭である。

## 沿革
1962年（昭和37年）
- 1月10日 - 前橋・高崎地区に高専の設置が決定
- 1月24日・25日 - 1962年（昭和37年）度入学者選抜試験実施（志願者2,176名、競争率17.7倍）
- 4月1日 - 国立学校設置法が改正され、国立高専第1期校12校の1つとして、群馬工業高等専門学校（機械工学科・電気工学科・土木工学科の3学科、定員各40名）が設置された。初代校長就任。前橋市立工業短期大学を仮校舎として事務を開始。
- 4月23日 - 開校式及び第1回入学式を県営スポーツセンターにおいて挙行（入学生124名）
- 8月10日 - 本校舎並びに寄宿舎建設起工式を敷地において挙行

1963年（昭和38年）
- 3月27日 - 校舎－管理・講義棟、寄宿舎－北寮の一部竣工
- 4月10日 - 前橋市鳥羽町580番地の本校舎に移転
- 12月19日 - 校歌完成

1964年（昭和39年）
- 3月31日 - 校舎－土木工学科棟、機械・電気工学科棟の一部、実習工場、寄宿舎－北寮の一部、中寮竣工

1965年（昭和40年）
- 3月31日 - 校舎－機械・電気工学科棟の一部、寄宿舎－南寮、第一体育館竣工
- 4月1日 - 事務組織が事務部に改まり、庶務・会計の2課が置かれる。
- 7月15日 - プール竣工
- 8月31日 - 学生食堂竣工
- 10月29日 - 校舎落成式挙行

1966年（昭和41年）
- 4月1日 - 工業化学科増設（定員40名）

1967年（昭和42年）
- 3月19日 - 第1回卒業式挙行（卒業生104名）。同窓会誕生。
- 3月22日 - 工業化学科棟、講義棟増築、武道館、寄宿舎－東寮竣工

1968年（昭和43年）
- 4月1日 - 文部省が「高等専門学校教育課程の基準」を改定したことに伴い、新入学生より新教育課程を適用、学業成績評価に加重制導入

1969年（昭和44年）
- 4月1日 - 事務部に学生課が置かれる。

1970年（昭和45年）
- 3月26日 - 図書館竣工
- 12月19日 - 電子計算機室竣工

1971年（昭和46年）
- 3月26日 - 電子計算機OKITAC 4500設置
- 3月31日 - 体育教員室兼体育器具庫竣工
- 4月1日 - 本年度より情報処理教育に関する授業開始

1972年（昭和47年）
- 10月28日 - 創立10周年記念式典挙行

1973年（昭和48年）
- 3月20日 - 排水処理実験室竣工
- 3月24日 - 電子計算機室増築竣工
- 3月26日 - 学生食堂竣工

1974年（昭和49年）
- 4月1日 - 本年度より2学期制となる。

1975年（昭和50年）
- 2月28日 - 合宿研修施設及び屋外便所・シャワー室竣工
- 4月1日 - 情報処理教育センター設置

1976年（昭和51年）
- 3月11日 - 共用棟（専攻科講義室　S-103）竣工
- 3月29日 - 排水処理施設竣工

1977年（昭和52年）
- 3月22日 - プールサイド器具庫竣工
- 3月28日 - 電気工作実習室竣工
- 4月1日 - 第2代校長就任。教育課程改定（選択科目制導入など）、新入学生より適用。
- 10月22日 - 校歌歌碑除幕式挙行

1978年（昭和53年）
- 3月25日 - 化学工業廃物公害実験室竣工

1980年（昭和55年）
- 3月25日 - 第二講義棟竣工

1981年（昭和56年）
- 3月25日 - 第二体育館竣工

1982年（昭和57年）
- 4月1日 - 本年度より学生相談室開設

1983年（昭和58年）
- 1月1日 - 情報処理教育用電算機システム（ECLIPSE MV-6000）レンタル方式で導入
- 3月31日 - 情報処理教育センター増築竣工

1984年（昭和59年）
- 3月10日 - 福利厚生施設（群嶺会館）竣工
- 4月1日 - 第3代校長就任

1985年（昭和60年）
- 3月30日 - 生活排水処理施設竣工

1986年（昭和61年）
- 4月1日 - 本年度より外国人留学生（マレーシア政府派遣留学生3名）を受け入れる。
- 11月28日 - 事務用電子計算機（NECシステム150/68VS）導入

1987年（昭和62年）
- 4月1日 - 電子情報工学科増設（定員40名）
- 10月25日 - 創立25周年記念式典挙行

1988年（昭和63年）
- 12月25日 - 電子情報工学科棟竣工

1989年（平成元年）
- 1月28日 - 創立25周年記念シンポジウム開催
- 3月1日 - 情報処理教育用電算機システム（ECLIPSE MV/15000S）レンタル方式で更新

1991年（平成3年）
- 3月29日 - テニスコート竣工
- 7月1日 - 学校教育法が改正され、高等専門学校の学科分野の拡大、専攻科の設置及び卒業者に準学士の称号を与えることができるようになった。また、1年間の授業期間、教育課程の編成、課程修了の認定、科目等履修生等について高等専門学校設置基準が改正された。

1992年（平成4年）
- 4月1日 - 第4代校長就任。本年度より週5日制を実施。工業化学科を物質工学科に改組。

1993年（平成5年）
- 7月15日 - 寄宿舎改修その他工事竣工

1994年（平成6年）
- 3月10日 - 教育用電子計算機システム（AS4080/40MX）レンタル方式で挿入
- 3月25日 - 物質工学科実験棟竣工
- 3月31日 - 事務用電子計算機（NECシステム7200/50）を更新
- 6月30日 - グラウンド改修工事竣工
- 8月30日 - 校舎等外装改修工事竣工

1995年（平成7年）
- 1月27日 - 推薦入学者選抜試験実施
- 3月30日 - 合宿研修施設改修工事竣工
- 4月1日 - 専攻科設置（生産システム工学専攻　定員12名、環境工学専攻　定員8名）。専攻科が学位規則第6条第1項に規定する学位授与機構が定める要件を満たす専攻科として認定された。

1996年（平成8年）
- 2月25日 - 課外活動施設改修工事竣工
- 3月22日 - 校内情報ネットワーク取設工事竣工
- 7月27日 - 群馬高専ホームページ開設

1997年（平成9年）
- 3月19日 - 第1回専攻科修了式挙行（修了生25名）
- 3月21日 - 専攻科棟竣工
- 4月1日 - 土木工学科を環境都市工学科に改組

1997年（平成9年）
- 3月19日 - 第1回専攻科修了式挙行（修了生25名）
- 3月21日 - 専攻科棟竣工
- 4月1日 - 土木工学科を環境都市工学科に改組

1999年（平成11年）
- 3月 - 機械・電気工学科棟改修工事竣工。物質工学科棟改修工事竣工。

2000年（平成12年）
- 4月1日 - 第5代校長就任

2001年（平成13年）
- 1月 - 第三講義棟・地域共同技術開発センター竣工
- 3月 - 第一体育館玄関改修工事竣工。第一講義棟・第二講義棟改修工事竣工。機械・電気工学科棟改修工事竣工。

2002年（平成14年）
- 3月 - 高速キャンパス情報ネットワーク工事竣工

2003年（平成15年）
- 3月 - 管理・環境都市工学科棟改修工事竣工
- 4月1日 - 電気工学科を電子メディア工学科に名称変更

2004年（平成16年）
- 3月 - 図書館改修工事竣工。体育共用施設竣工。
- 4月1日 - 各国立高等専門学校は独立行政法人国立高等専門学校機構が設置する学校となる。
- 9月1日 - 第6代校長就任

2005年（平成17年）
- 3月25日 - 寄宿舎改修その他工事竣工（藤寮）
- 5月12日 - 専攻科の「生産システム環境工学」教育プログラムが工学（融合複合・新領域）関連分野でJABEE認定を受ける。

2006年（平成18年）
- 3月27日 - 上海工程技術大学と教育学術交流の連携協定を締結
- 4月1日 - 混合学級を新1年生から導入する。
- 10月25日 - 全国高専大会優勝顕彰碑建立
- 11月14日 - 国際連携室設置

2007年（平成19年）
- 1月31日 - テニスコート（人工芝）改修工事竣工
- 2月1日 - 教育研究支援センター設置。進路支援室設置。
- 6月1日 - 生物教育研究連携センター設置
- 12月11日 - 地域共同技術開発センターを地域連携テクノセンターに改組

2008年（平成20年）
- 1月22日 - 上海市業余科技学院と交流連携協定を締結
- 1月23日 - 産学連携に関する日中合同シンポジウムを開催
- 3月27日 - 大学評価・学位授与機構が実施した機関別認証評価において、評価基準を満たしていることを認定された。
- 4月1日 - 情報処理センターをIT教育研究センターに名称変更

2009年（平成21年）
- 11月 - 寄宿舎耐震改修その他工事竣工（北寮）

2010年（平成22年）
- 4月1日 - 第7代校長就任

2011年（平成23年）
- 4月1日 - インターンシップ支援室設置
- 12月 - 管理・環境都市工学科棟外壁等災害復旧工事竣工。機械実習工場空調災害復旧工事竣工。

2012年（平成24年）
- 3月 - 第二体育館耐震改修工事竣工。西湖環境整備竣工。
- 5月19日 - 創立50周年記念榛名山登山を実施
- 11月3日 - 創立50周年記念特別講演会開催
- 11月14日 - 創立50周年記念碑除幕式挙行
- 11月17日 - 創立50周年記念式典、同祝賀会挙行

2013年（平成25年）
- 4月1日 - 第8代校長就任

2014年（平成26年）
- 12月19日 - 大学評価・学位授与機構が実施した専攻科の学士の学位授与に係る特例の適用認定を受けた。

2015年（平成27年）
- 2月27日 - 図書館バリアフリー改修工事竣工
- 3月13日 - 寄宿舎改修工事竣工（南寮）
- 3月26日 - 大学評価・学位授与機構が実施した機関別認証評価において、評価基準を満たしていることを認定された。
- 4月1日 - 英語表記の統一により本校の英文表記が変更された。

2016年（平成28年）
- 3月25日 - 武道館工事竣工

2017年（平成29年）
- 4月1日 - 第9代校長就任
- 12月11日 - 物質工学科棟I 外壁等改修工事竣工

2018年（平成30年）
- 4月1日 - IT教育研究センターを情報基盤センターへ名称変更。国際連携室を国際交流室へ名称変更。生物教育研究連携センターを地域連携テクノセンターに統合。
- 10月26日 - モンゴル工業技術大学と学術交流協定を締結

2019年（平成31年・令和元年）
- 4月1日 - 男女共同参画推進委員会をダイバーシティ推進室に改組。

2021年（令和3年）
- 3月26日 - 機械工学科実習工房改修工事竣工
- 10月28日 - 国立台湾科技大学応用科技研究所と学術交流の覚書を締結

2022年（令和4年）
- 2月4日 - 衛生実験棟改修工事竣工
- 3月24日 - 大学評価・学位授与機構が実施した機関別認証評価において、評価基準を満たしていることが認定された。
- 4月1日 - 第10代校長就任
- 7月1日 - 教学IR室設置
- 8月24日 - 文部科学省が実施した数理・データサイエンス・AI教育プログラムにおいて、リテラシーレベルの認定を受けた。

2023年（令和5年）
- 4月1日 - 産学連携アントレプレナーシップ教育工房設置

2024年（令和6年）
- 2月29日 - 情報基盤センター改修工事竣工

2025年 (令和7年)
- 2月28日 - 群馬工業高専電子情報工学科棟改修工事竣工

## 学生運動
昭和39年8月に当時の日本政府が米国政府に対し、原子力潜水艦の横須賀港への寄港を承諾した。それに対し群馬高専では、3年生4名が学内に「代表者を横須賀に送ろう」と題したビラを掲示した。この一件は群馬高専の学生初の政治的意見表明とされている。昭和42年11月10日付の群馬高専新聞に「学生運動と我々」という論説が掲載される。同紙には、群馬高専の一部学生が参加した羽田闘争等に関する記述がされている。また、1969年12月に羽田闘争に関連して逮捕された学生の獄中記である「獄中より全ての学生諸君へ」と題した文章が群馬高専新聞23号に掲載される。なお、群馬高専新聞のアーカイブは群馬高専図書館にて閲覧が可能である。学生が校内または校外において、学校名を使用してビラまたはポスター類を掲示する場合は、責任者または団体名を明記の上、当該掲示物を学生主事に提出して、許可を受ける必要がある（掲示物取扱いに関する規則第2条）。この規則は、令和2年11月15日に学生ホール内に学生有志名で「菅政権による日本学術会議の人事介入、及び中曽根康弘の合同葬に際する国立大学法人、独立行政法人への弔意要請に抗議する」旨のビラが掲示されたことによって、同年内に改正がなされた。これは、当該掲示物が「本校名」を使用しておらず、同規則第2条に該当しないという反論を受けてのことである。
1964年(昭和39年)
- 12月 - 長岡高専学生会長から群馬高専学生会長に高専学生会連合組織結成が呼びかけられるも不許可。

1965年(昭和40年)
- 12月8日 - 当時の学生会長が自治問題を提起。

1969年(昭和44年)
- 5月22日 - 反戦会議名により、6項目要求ビラ（集会・表現の自由や学生自治等）が配布される。
- 6月19日 - 東京での反戦集会に学生数名が参加。
- 6月23日 - 前橋市内の反安保・沖縄奪還署名運動に学生数名が参加。
- 10月21日 - 国際反戦デー。3M講義ボイコット。東京都内で新左翼学生の反戦集会に出席した群馬高専の学生1名逮捕。学生会、臨時学生総会を招集し、添書制度撤廃、カリキュラム再検討、学生準則撤廃、図書館運営の学生参加を要求する4項目要求を決議。
- 11月8日 - 5E学生を中心として、学生自治会準備会発足。
- 11月28日 - 学園改革特別委員会が学生会によって設立される。
- 12月8日 - 学園改革に関する教官-学生の合同協議機関として、教育問題審議会・学生自治問題審議会発足。羽田闘争に参加した学生が逮捕される。

1970年(昭和45年)
- 2月13日 - 「暫定準則」施行決定。添書制度や制服の規定が廃止される。
- 4月1日 - 「暫定準則」発効。
- 4月28日 - 沖縄デーに際して、授業ボイコット、集会を伴う学内デモが行われる。
- 6月17日 - 臨時学生総会にて反安保のための全学スト決議がされる。
- 6月18日 - 同月22日まで全校スト決行。期間中は休講となり、日米安全保障条約についてクラス討議を実施。安保反対市内デモ参加。
- 6月22日 - 群馬高専新聞のタイトルが「飛翔」と改められる。
- 9月 - 東京都内で入管法反対デモに参加した学生1名が逮捕される。
- 9月19日 - 入管法反対に際して、一部学生が授業ボイコットを行う。

1971年(昭和46年)
- 6月 - 学生有志の手により「生協設立準備会」発足。
- 11月14日 - 学生2名が高崎経済大学や群馬大学の活動家に率いられ、渋谷暴動事件に参加。後に殺人容疑で逮捕、実刑判決。

1972年(昭和47年)
- 3月18日 - 18日朝に渋谷暴動事件に参加した学生が傷害、放火、凶器準備集合などの疑いで逮捕群馬県庁前で逮捕される。(後日殺人容疑で再逮捕)
- 4月6日 - 上記学生が殺人の疑いで再逮捕される。
- 5月15日 - 沖縄・ベトナム・学費値上げ反対学内集会
- 6月6日 - 生協設立準備会、校長と団体交渉。
- 6月15日 - 生協設立総決起総会（参加者50名）
- 6月22日 - 臨時学生総会が開かれ、生協設立や学費値上げ反対等が協議されるも流会。
- 9月26日 - 28日まで学生が食堂ボイコット。

1973年(昭和48年)
- 5月1日 - 高専総告発・筑波法反対ビラ発行
- 5月19日 - 定期学生総会にて、筑波法・小選挙区制反対、学費値上げ反対の決議がされる。
- 9月20日 - 学生会、生協設立即売会（設立賛同署名500筆を集める）
- 10月9日 - 学生会、生協問題で校長交渉。
- 11月15日 - 臨時学生総会にて、学校当局に団体交渉要求を決議。
- 11月17日 - 学生会、学校当局と団体交渉。
- 11月22日 - 生協設立総会
- 11月29日 - 学校当局より、生協設立は不可能であるとの結論が出される。

1974年(昭和49年)
- 6月29日 - 学生運動を考える集い実行委員会主催で高専問題学習会が開かれる。
- 7月6日 - 学生運動を考える集い
- 10月20日 - 国際反戦デー連帯学内集会

1975年(昭和50年)
- 4月1日 - 上履き使用撤廃

2020年(令和2年)
- 11月15日 - 学生ホール内に学生有志名で菅政権による日本学術会議の人事介入、及び中曽根康弘の合同葬に際する国立大学法人、独立行政法人への弔意要請に抗議する旨のビラが掲示される。（後に学生会役員の手により撤去）